# Daytona-TV
『Daytona-TV』（デイトナ・ティーヴィー）は、1992年4月～1993年9月にTBSで放送した深夜番組。

## 概要
前番組『所印の車はえらい』の後継番組で、放送内容やスタッフはほぼそのままである。ただしテリー伊藤こと伊藤輝夫が前番組終了後に演出から降板した為、伊藤が代表を務める制作会社LOCOMOTIONは本番組から外れた。
・司会は、所ジョージ。
・所がトータル・コンセプターとして参加した自動車雑誌「Daytona」（ネコ・パブリッシング）とのタイアップ番組である。

## 放送内容

### オープニング
オープニングテーマ曲は、所自身の作詞・作曲・歌である「おバカなDaytona-TV」。

### 番組メイン
毎週のテーマに沿った車やバイクを集結させ、1組のゲストを招いて所が車の解説や参加者にインタビューをしながら進行していく。車種は、新旧アメリカ車やカスタムカーが中心であるが、ちょっと古いヨーロッパ車から軽自動車まで幅広く紹介していた。また、視聴者参加募集をしたり、紹介した車の購入権を視聴者に与えたりした視聴者参加番組でもあった。
時々、車以外のテーマで放送されることがあった。
・ダチョウ倶楽部の新リーダー大賞
・サバイバルゲーム

### TOKOROでこだわる!!
所が車に限らず、ホビーや食べ物などさまざまなお題を1分ほど語るミニコーナー。

### インタビュー
ゲストにミニインタビューを行う。そのままエンディングのケースが多い。

## 名物出演者
数々のカーショップの人が登場しているが、横浜シンジケートと呼んでいた所の知り合いのショップの人や、車お見立て大会時に必ず登場するマルカツの社長など、名物ともいえる人物が出演した。

## タイアップ
番組中に雑誌の紹介、関連したテーマパーク「デイトナパーク」（東京都町田市）でのロケーションが行われた。ちなみに「デイトナパーク」は閉鎖後、2011年現在、シボレー・コルベット専門の中古車店になっている。

## その他
番組の名シーンを集めたビデオが販売された。
Daytona-TV VIDEO

## 番組のその後
番組の内容、スタッフはほぼそのままに、タイトルを『所さんのワーワーブーブー』に変更した。

## スタッフ
- 構成：田中直人、伊藤尚光（現 いとうなお）
- 技術：八峯テレビ
  - CAM (撮影)：元木宏、斉藤佳久 【週替り】
  - VE (映像調整)：佐藤浩一、大高浩、杉崎敏一、高山昌樹、N.SATOH 他【週替り】
  - AUD (音声)：倉上宏之、藤田洋幸、小沢成人【週替り】(ブル)
  - LD (照明)：金沢利徳、吉川知孝【週替り】(FLT)
- 美術：ウッドオフィス 渡辺勝
- 編集：TDKビデオセンター 渡辺正宏
- オープニングタイトル：TVT赤坂
- 音効：金子喜久夫
- ディレクター：杉山和典、纐纈勇人、岩橋正憲
- プロデューサー：後藤喜男（IVSテレビ）、ひるまりょういち（TBS）
- 制作協力：小野里稔（TV CLUB）
- 製作：IVSテレビ制作、TBS